# تیسامنوس
تیسامنوس (انگلیسی: Tisamenus) در اساطیر یونانی از پادشاهان تبای و فرزند ترساندر و دموناسا (دختر آمفیاروس) بود.هنگامی‌که پدرش در جریان جنگ تروآ کشته شد، پنلئوس نایب‌السلطنه وی شد تا تیسامنوس به سن مناسب برسد.
اطلاعات کمی درباره وی وجود دارد.